# Ulota macrocalycina
Ulota macrocalycina är en bladmossart som beskrevs av Mitten 1859. Ulota macrocalycina ingår i släktet ulotor, och familjen Orthotrichaceae. Inga underarter finns listade i Catalogue of Life.